# HSV Avalanche XUV

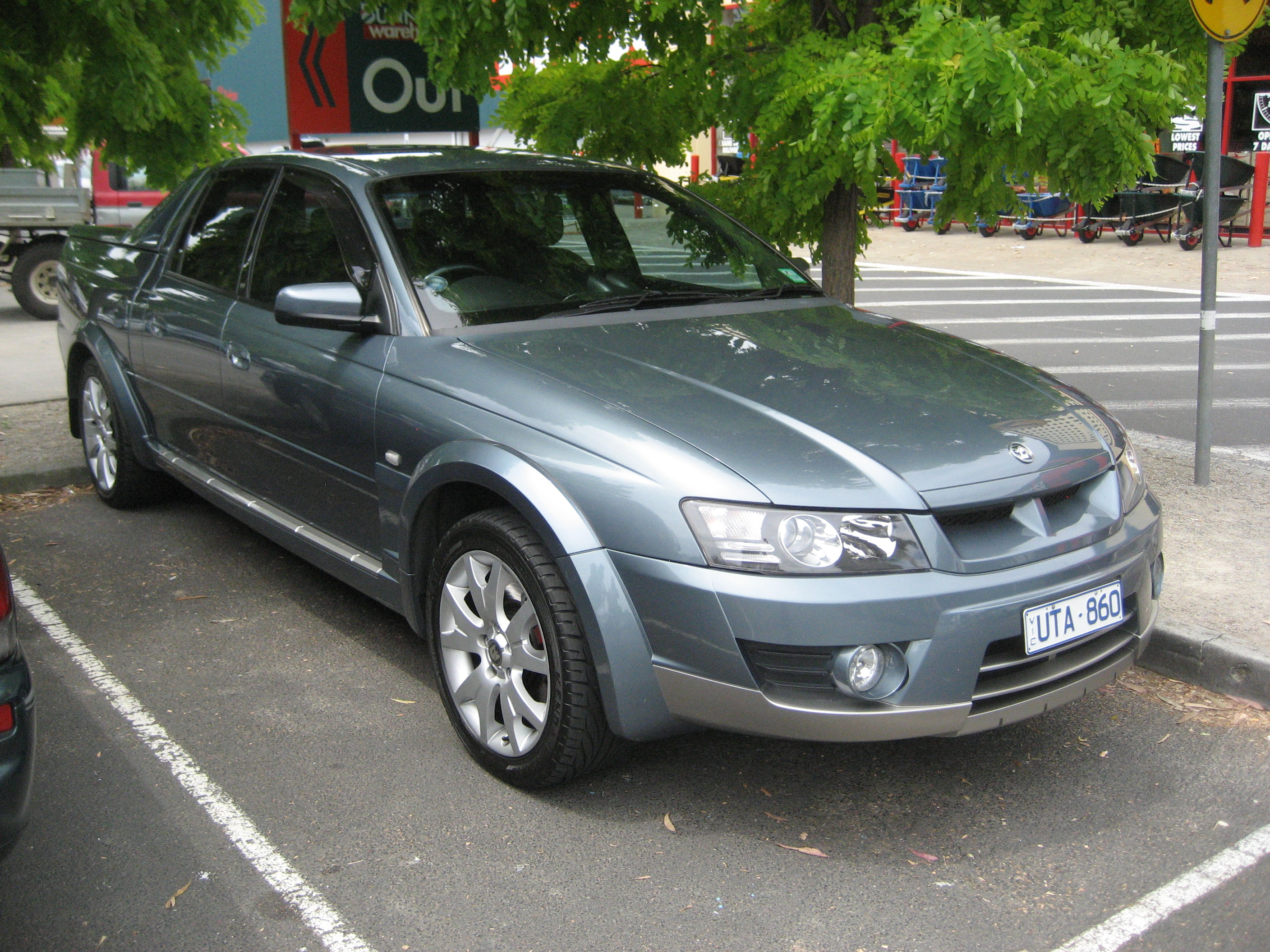
HSV Avalanche XUV

Der HSV Avalanche XUV ist ein Pickup mit Doppelkabine, der von Holden Special Vehicles auf Basis des Holden Crewman Cross8 gefertigt wurde. Das Kombimodell HSV Avalanche wurde auf Basis des Holden Adventra LX8 hergestellt.
Beide Fahrzeuge wurden in zwei Serien gefertigt, im Jahre 2004 als Y-Serie (Der Kombi war ab 10-11/2003 erhältlich.) und im Jahre 2005 als Z-Serie (April–Dezember 2005). Wie bei den allradgetriebenen Holden-Fahrzeugen der VY-Serie sehen die von September 2004 bis März 2005 gebauten Fahrzeuge der Z-Serie ähnlich und haben deren Fahrgestellnummern, obwohl sie technisch zur Y-Serie gehören, da in dieser Zeit der hinterradgetriebene Holden VZ gebaut wurde. Wie auch die auf dem Holden Commodore basierenden Allradfahrzeuge von Holden wurde auch der Avalanche 2006 nicht mehr gefertigt, weil der 5,7 l-V8-Motor LS1 wegen der neuen Emissionsvorschriften nicht mehr gefertigt werden konnte.
Der HSV Avalanche war ausschließlich mit dem 5,7 l-V8 Motor LS1 von GM mit 270 bhp (199 kW) Leistung und 475 Nm Drehmoment und einem vierstufigen Automatikgetriebe von GM ausgestattet. Der permanente Allradantrieb lieferte 62 % der Kraft an die Hinterräder, was dem Wagen ein Fahrgefühl wie bei einem heckgetriebenen Wagen verlieh. 
Die Z-Serie unterscheidet sich deutlich von der Y-Serie, da sie einen Frontstoßfänger in neuer Form besitzt, der weniger aggressiv aussieht und die Zusatzleuchten besser integriert.